# Orientalibombus
Orientalibombus es un subgénero de abejorros Bombus.

## Hábitat y distribución
Se distribuyen por el sur de Asia, desde el centro de China hasta el norte de Tailandia. Habitan en bosques, a poca altura. La forma de sus nidos no está descrita.

## Especies
Cuenta con tres especies:
- Bombus funerarius
- Bombus braccatus
- Bombus haemorroidalis